# Калінґа (держава)
Калінґа — стародавня держава на сході Індії (сучасний штат Одіша), відома від VII століття до н. е.

## Історія
Близько 260 року до н. е. Калінґу завоював Ашока в результаті кровопролитної війни та приєднав до імперії Маур'їв. Близько 220 року до н. е. держава за династії Магамеґавагани відновила свою незалежність. Найбільшого розквіту царство досягло за часів правління Кхаравели (II або I століття до н. е.), який здійснив низку успішних військових походів та підкорив навіть Маґадгу. За наступників Кхаравели Калінґа втратила свій вплив.
У VI ст. тут постала династія Ранніх Східних Гангів. В VII столітті, за свідченням китайського мандрівника Сюаньцзана, територія Калінґи знелюдніла та заросла джунглями. Проте ймовірно лише північні райони, політична і економічна діяльність була перенесена до узбережжя Бенгальської затоки. У VIII столітті Ранні Східні Ганги визнали зверхність бенгальської династії Пала. Тоді ж чи трохи раніше основною мовою на території Калінґи стала близька до бенгальської мова Орія. У середні XI ст. постала династія Пізніх Східних Гангів.